# Мухрада (район)
Мухрада (араб. محردة‎) — район (минтака) в составе мухафазы Хама, Сирия. Административным центром является город Мухрада.

## География
Находится на северо-западе мухафазы Хама. На востоке граничит с районом Хама, на юге с районами Хама и Масьяф, на западе с районом Скальбия, а на севере с мухафазой Идлиб.

## Административное деление
Район разделён на 3 нахии.
| Нахия      | Административный центр | Население (2004 г.), чел. | Карта |
| ---------- | ---------------------- | ------------------------- | ----- |
| Мухрада    | Мухрада                | 80 165                    |       |
| Кафр-Зайта | Кафр-Зайта             | 39 302                    |       |
| Корназ     | Корназ                 | 25 039                    |       |